# Губарев, Виталий Петрович
Виталий Петрович Губарев (род. 1936 год, УзССР, СССР) — советский и российский художник, народный художник Российской Федерации (2023).

## Биография
Родился в 1936 году под Самаркандом.
В 1958 году — окончил Республиканское художественное училище имени П. П. Бенькова в Ташкенте.
В 1964 году — окончил Московское высшее художественно-промышленное училище (бывшее Строгановское).
С 1971 года член Союза художников СССР.
С 1957 года постоянный участник художественных выставок.
Выполняет работы в жанрах и художественных техниках:
- графика: гравюра (офорт, цветной офорт), рисунок карандашом, пастель, гуашь.
- живопись: масло и темпера.

## Награды
- Медаль ордена «За заслуги перед Отечеством» II степени (2011)[1]
- Медаль «В ознаменование 100-летия со дня рождения Владимира Ильича Ленина» (1970)
- Народный художник Российской Федерации (2023)[2]
- Заслуженный художник Российской Федерации (1 декабря 1994) — за заслуги в области искусства[3]